# Tomares ganimedes
Tomares ganimedes is een vlinder uit de familie van de Lycaenidae. De wetenschappelijke naam van de soort is voor het eerst geldig gepubliceerd in 1776 door Cramer.